# 伴天連XX
『伴天連XX』（バテレン ダブルエックス）は、原作：猪原賽、漫画：横島一による日本の漫画作品。エンターブレインが配信するウェブコミック配信サイト『ファミ通コミッククリア』にて連載されていた。全18話。

## あらすじ
舞台は18XX年の江戸時代。読売屋の番太郎が出した瓦版に掲載されていた「河童出没」の記事を聞きつけた浪人・無明獅子緒。河童が出没した深川に向かった獅子緒と、彼を追った番太郎の前に“河童”が出現し、獅子緒は自分の名を“無命獅子緒”と名乗り、自分達を襲っているのは河童ではなく“深きものども”であると言う。そして、番太郎が襲われ命の危機に晒された時、獅子緒の左腕に宿っていたナイトゴーントが目を覚ます。

## 登場人物

### 獅子緒と協力者
無命獅子緒（むみょう ししお）
主人公。6尺を超える巨漢の侍。元は土岐家の家臣であったが、上野国の山中で出没したシャンタク鳥に襲われた際に命を落とし、表向きは行方不明になっている。
しかしその場に居合わせたナイトゴーントの力により蘇り、失った左腕の代わりにナイトゴーントを宿すようになった。現在はシャンタク鳥に攫われた姫の行方を追って、旧支配者に関する手がかりを求めている。
本名は無明獅子緒（読みは同じ）であるが、一度「無命（し）んだ」事をきっかけに、現在の名前を名乗るようになっている。
ナイトゴーント
旧神ノーデンスに仕える眷属。旧支配者を狩る目的を持ち、シャンタク鳥との戦いで命を落とした獅子緒の左腕に宿る事で蘇らせ、獅子緒に旧支配者を狩る使命を与えている。
旧支配者をも安々と切り裂く力と無限の再生能力を持つ。普段はザビエルの使用する聖釘により封印されているが、一度釘が抜けると奇声を上げて暴れ回る。
獅子緒が持つ鵺をも断つ刀「無銘獅子王」をナイトゴーントに突き刺し、聖釘を目釘にする事により、退魔力・妖力・聖力をかけ合わせた強力な「和洋折衷（ジャパニング・トリニティ）」の力を発揮する。

番太郎（ばんたろう）
正義感と探究心が強い読売屋。彼の瓦版に載っていた「河童出没」の記事を獅子緒が聞きつけた事から、彼と共に異形の存在に関わる事となる。
フランシスコ・ザビエル10世
イエズス会の宣教師。フランシスコ・ザビエルの子孫であり、円盤状の投擲武器「後光輪」や、聖遺物である聖釘を扱う。詳細は不明であるが、何らかの目的により旧支配者であるクトゥルーを追っている。
キリスト教徒でありながらも、敵対する異教の研究を行っている為、旧支配者や旧神の存在を熟知しており、旧支配者に関する書物を読み解く事も出来る。旧支配者や旧神に関する知識を獅子緒に与えたのもザビエルである。
酒や煙草、女性を好んだりと、求道者らしからぬ一面を見せる。
彼の職業（伴天連）と名前「ザビエル（Xavier）10世（X世）」が、本作のタイトルの由来となっている。
葛飾北斎
番太郎と同じ長屋に住んでいた浮世絵師の女性。姉御肌で、掃除が苦手という一面を持つ。元・平賀源内邸に引っ越した際に源内が残した『置き土産』により、獅子緒達の戦いに巻き込まれる事になる。
ショゴス
変幻自在の能力と「テケリ・リ」という鳴き声が特徴の暗黒生物。平賀源内の蔵に「弘法の筆」として置かれていたが、北斎が手にした際に右腕に寄生する。墨と紙を用いる事で、無機物や人間、果ては架空の生物まで、北斎の画力によりショゴスを様々な形で具現化・増殖させる『北斎漫画』の力を持つ。
正気に戻った北斎により右腕ごと切り落とされるも、ザビエルが同じ蔵から発見したエイボンの書によりショゴスをコントロールし、現在は北斎の右腕と同化しており、具現化の力も自在に操れるようになっている。

### 旧支配者
平賀源内
多芸多才として知られる江戸の有名人。作中では故人であったが、獅子緒らの前に姿を現す。その正体は「無貌の神」や「這い寄る混沌」と呼ばれる存在ナイアーラトテップであり、ネクロノミコンの回収や他の旧支配者の復活の為に暗躍する。
深きものども
旧支配者であるダゴンの眷属。魚が腐ったような異臭と共に水中から出没する。人と魚が融合した風貌から、世間では河童と思われていた。元は佃島の島民であり、永遠の命と豊漁の恩恵を受ける為、ダゴンの復活を目論んでいた。
ダゴン
旧支配者であり、海底都市「イハ＝ンスレイ」に住まう豊穣の海神。信奉者に永遠の命と豊漁の恩恵を約束する。佃島の地中に埋まっており、生贄を喰らって一旦は復活するも、獅子緒達に倒され、再びイハ＝ンスレイにて眠りに就いた。
ニョグタ
作中では「ぬつぺふほふ」と同視され、「肉人」や「封（ほう）」とも呼ばれていた旧支配者。駿府の府中宿に出没し、井戸からは浴びればどんな傷でも即座に治る癒しの湯が湧くようになった。しかしそれは液状化したニョグタであり、人間の体に入り込む事で肉体と魂を奪い、ウボ＝サスラ復活の生贄を捧げる為に活動していた。
ウボ＝サスラ
かつて旧神に挑み敗北して智慧を失い、龍爪山の地下に眠っている巨大な旧支配者。人間の魂を捧げる事で活動し、やがては智慧を取り戻す為に世界の人々をも食らうようになる。
ティンダロスの猟犬
鋭角に潜み鋭角より襲いかかる「墓守」。鎌状の四肢と口内に生えた無数の牙で、獲物を切り裂き、噛み殺す。

## 単行本
1. 2010年7月15日発売 ISBN 978-4-04-726674-2
2. 2010年11月15日発売 ISBN 978-4-04-726861-6
3. 2011年5月14日発売 ISBN 978-4-04-727268-2